# Babel 3805
Babel 3805 est un roman de Pierre Barbet, publié en 1962 chez Hachette/Gallimard dans la collection Le Rayon fantastique sous le n° 106.

## Résumé
Dans l'espace de nombreuses étoiles explosent, des « novae ». Sur la terre et sur ses colonies les radiations provoquent l'apparition de mutants.
Ces Homines superiores sont la cible de la haine des terriens « normaux », qui ont peur de leur intelligence. La guerre civile (interplanétaire) qui s'ensuit, n'est que le prélude d'un drame encore plus grand avec l'apparition des cristallins, des êtres « abhumains », véritables responsables des « novae ». Le rôle des mutants sera capital dans cette nouvelle guerre.